# Fabryka
Fabryka è un cortometraggio del 1970 diretto da Krzysztof Kieślowski.

## Trama
Una giornata di lavoro presso le officine metalmeccaniche Ursus. Il montaggio alternato intreccia le immagini degli operai sul posto di lavoro a quelle della riunione del consiglio direttivo.